# 四窒素
四窒素（しちっそ、英語: Tetranitrogen）は、無電荷の窒素の同素体の1つである。化学式はN4で、4つの窒素原子から構成される。正電荷を持った四窒素カチオン N+
4はより安定で、より研究が進んでいる。構造、安定性、性質等は、ここ数十年、科学者の注目を集めている。

## 歴史
多窒素化合物は、長年の間、よく知られてきた。窒素分子(N2)は1772年にダニエル・ラザフォードが、アジ化物イオン(N−
3)は1890年にテオドール・クルチウスが初めて単離した。芳香族窒素であるペンタゾールやラジカル分子N・3等、20世紀中には他の窒素同素体の発見があった。しかしこれらの化合物は、窒素分子やアジ化物イオンのような巨視的な量は単離または合成されていない。1999年に大量合成ができた3つめの窒素同素体はペンタゼニウムカチオン(N+
5)だった。計算化学により、これらの分子は高エネルギー密度物質源として利用可能なことが予測され、20世紀末に多窒素化合物に関する関心が高まった。
N+
4カチオンは、窒素分子のマススペクトル中の、それぞれN+
4とN+
3に相当する分子量56+と42+の背景ピークの分析により、1958年に初めて発見された。N+
4の系統立てられた合成は、2001年に、N2の電子衝撃と同様の方法で行われた。理論化学では、中性窒素原子をN3ラジカルと反応させるものや2つの窒素分子を励起状態で結合させるもの、多環式化合物から切り出すもの等、いくつかの合成があることを予測するが、実験的にはどれも実現されていない。しかし2002年に、中性化再イオン化質量分析を用いたN+
4の脱イオン化によって、四窒素を合成する方法が開発された。合成の過程で、イオンチャンバー内で形成されるN+
4イオンは2度の高エネルギー衝突を経る。最初の衝突でN+
4はメタンと接触し、少ない割合の中性四窒素分子を形成する。
{\displaystyle N_{4}^{+}{\xrightarrow[{-CH_{4}^{+}}]{+CH_{4}}}N_{4}}
未反応のN+
4イオンとメタン、その他の意図しない反応生成物を除去するためには偏向電極が用いられる。四窒素分子の合成と単離を確認するために、生成した四窒素は酸素分子と2度目の衝突が行われ、N+
4イオンが再形成される。
{\displaystyle N_{4}{\xrightarrow[{-e^{-}}]{+O_{2}}}N_{4}^{+}}
このピークの消失と再生によって、両方向の反応が起こったことが確認され、四窒素分子の合成が確かに行われた証拠になる。この往復の反応は、別々のチャンバーで1マイクロ秒の間隔で行われるため、四窒素の半減期は少なくともこれくらいはあると考えられる。

## 性質
発見以来、四窒素はあまり研究されてこなかった。室温では気体状態で半減期は1マイクロ秒であるが、準安定状態と予測されている。
N+
4の構造は理論実験により予測され、CADMS等の実験により確認された。この技術では、衝突したN+
4の破片をタンデム質量分析で分析する。観測された破片に基づき、2つずつの窒素原子が三重結合で結ばれ、これらが互いに、より長く弱い結合で繋がった構造が決定された。これは4つの窒素原子が全て等価な三角錐構造モデルとは異なる。この過程は強い発熱反応であり、800 kJ/molのエネルギーを放出する。

## 応用
四窒素や同様の多窒素化合物はこれまでの液体燃料や燃料電池と比べ、小重量で高エネルギー源に利用しうる、高エネルギー密度物質の候補になる可能性が予測されている。窒素分子の三重結合(229 kcal/mol)は、二重結合(100 kcal/mol)1.5個分や単結合(38.4 kcal/mol)3つ分よりも強い。このため多窒素化合物は、多量の化学エネルギーを放出して無害な窒素分子に分解されることが期待される。これは、炭素原子を含む化合物が三重結合を作るより、それと等価な本数の単結合や二重結合を作った方がエネルギーが低く、そのためポリマーを作りやすいのとは逆である。天然で見られる窒素の同素体は窒素分子のみであり、経済的合理性を持って他の多窒素化合物が合成できないのはこのような理由からである。